# Missões diplomáticas das Ilhas Marshall

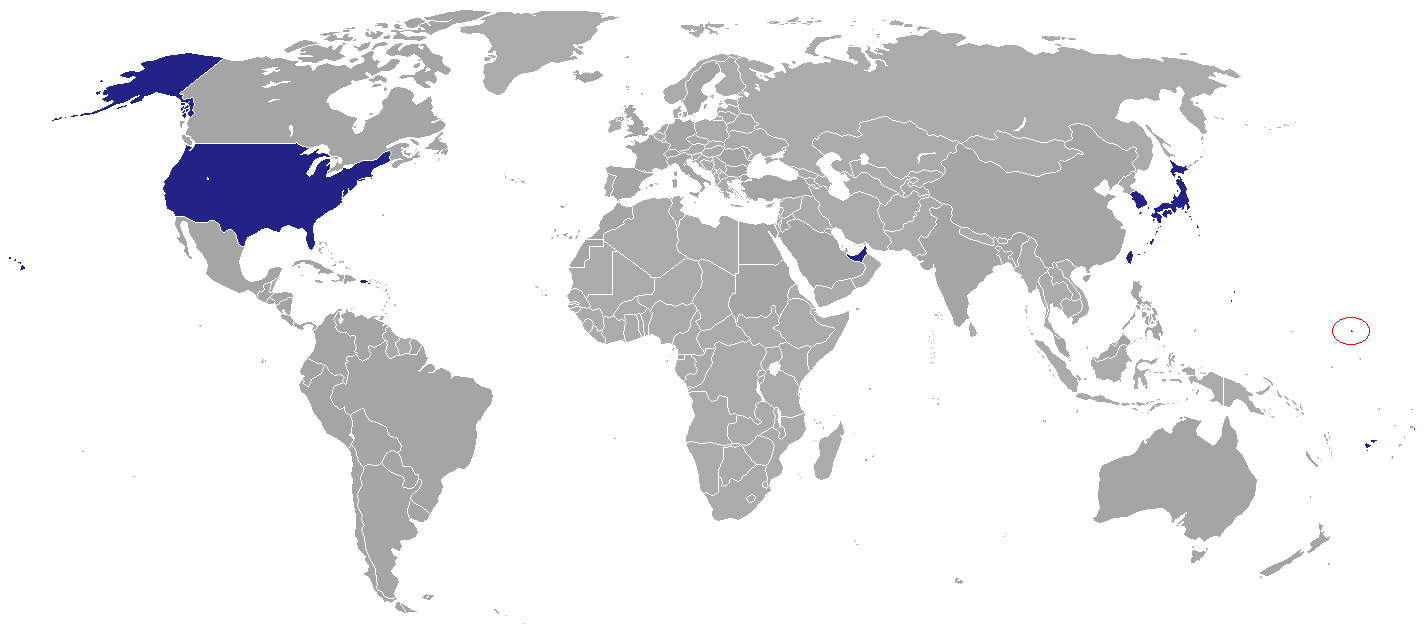
Missões diplomáticas das Ilias Marshall

Abaixo estão listadas as embaixadas e consulados das Ilhas Marshall:

## América

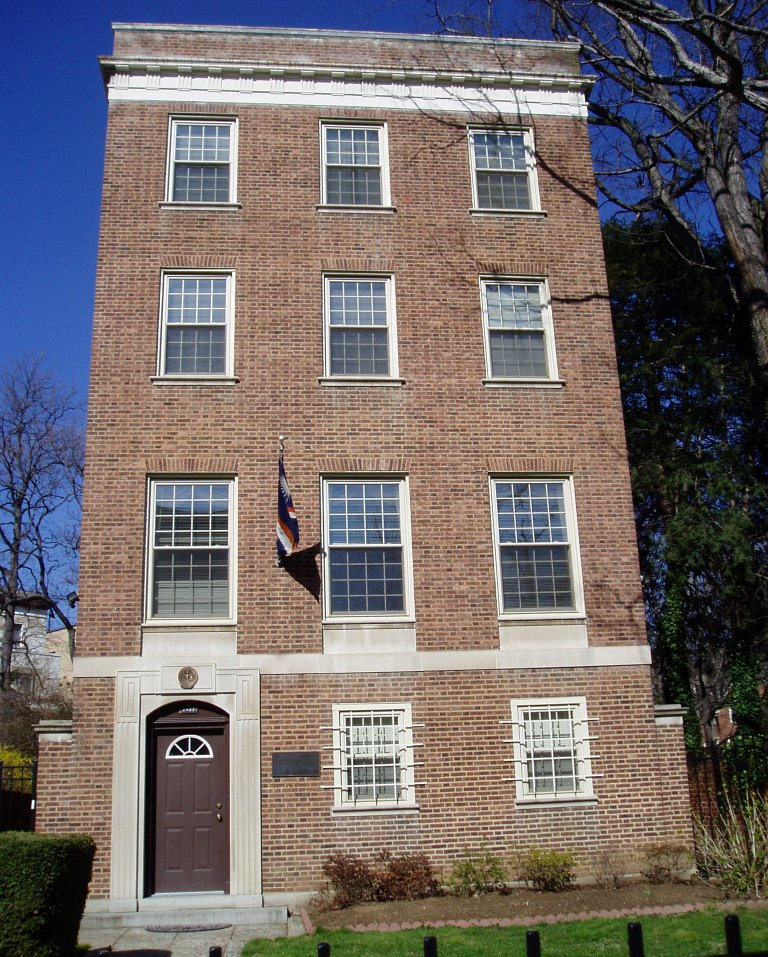
Embaixada das Ilhas Marshall em Washington, DC

- Estados Unidos
  - Washington, DC (Embaixada)
  - Honolulu (Consulado)
  - Springdale (Consulado)

## Ásia
- Japão
  - Tóquio (Embaixada)
- Taiwan
  - Taipé (Embaixada)

## Oceania
- Fiji
  - Suva (Embaixada)

## Organizações multilaterais
- Nova Iorque (Missão permanente das Ilhas Marshall ante as Nações Unidas)